# シリア空軍
シリア空軍、正式名シリア・アラブ空軍（アラビア語: القوات الجوية العربية السورية   、 Al Quwwat al-Jawwiyah al Arabiya as-Souriya）は、シリア軍の航空戦力部門。英語ではSAF、 SAAFまたはSyAAFと略される。シリア空軍は1948年に設立された。陸上の防空システムは、空軍と陸軍の両方から分離されたシリア防空軍の下にグループ化されている。

## 歴史

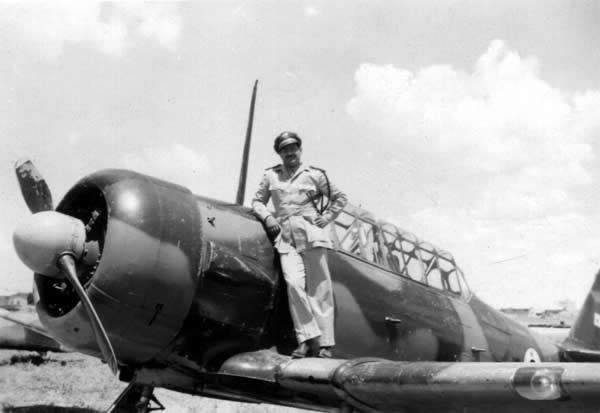
シリア空軍のAT-6ハーバード

第二次世界大戦の終結により、シリアを含む中東諸国からイギリスとフランスが撤退した。1948年、最初のクラスのパイロットがレバノンのEstabel飛行場にあるフランスの飛行学校を卒業した後、フランスが残した航空機の助けを借りてシリア空軍が正式に設立された。初期のシリア軍パイロットのさらなる訓練は、イタリアの難民キャンプからレバノンとシリア政府によって契約されたクロアチア人とドイツ人の指導者のかなりのグループの助けを借りて続けられた。外国人指導者の中には、マト・デュコヴァク（第二次世界大戦のクロアチアの「エース」パイロット）とFritz Strehle（元ドイツ空軍第7戦闘航空団第Ⅱ飛行隊のMe.262パイロット）がおり、彼らは1948年にEstabelで、および1949年にNayrab飛行場（アレッポの南）でシリアのパイロットを訓練した。 
2つの「飛行隊」（一つはノースアメリカンT-6ハーバードで構成）に編成された空軍は、第一次中東戦争に参加し、イスラエル軍と入植地に対する爆撃を実施した。7月16日にAyelet Hashaharを攻撃中に1機のT-6を対空砲火で失い、6月10日に更に別の機体がMorris Mann（アヴィア S-199を操縦）によって撃墜された可能性があった。シリア空軍は、7月10日にハーバードの後部銃手が Lionel Blocが操縦するアヴィアS-199を撃墜したのが戦争の唯一の撃墜と主張した。 
この戦争の最中および直後に、歴代の政府はイタリアからフィアットG.55、フィアット G.59B-2およびフィアットG.46-1の獲得を通じて空軍の強化を目指した。1950年1月には、イギリスからチップマンク基本練習機、スーパーマリン・スピットファイアMk22、ミーティアF.Mk 8とT.Mk戦闘機の購入共にシリア士官とパイロットの訓練を提供する一連の契約がロンドンで締結された。チップマンクとスピットファイアは問題なく到着しNayrabの飛行学校で運用が開始されたが、ミーティアの引き渡しは一時的なイギリスの武器禁輸により延期され、シリア向けに製造されたミーティアの元の一団は代わりにフランスに売却された。追加の交渉後、SAFは同軍最初のジェット機として2機のミーティアF.Mk 8を受け取り、1953年3月9日までに全12機がシリアにいた。1956年には、7機の改装された元イギリス空軍F.Mk 8と2機FR.Mk9偵察戦闘機の一団が引き渡され1954年の夏に6機の元イギリス軍ミーティアNF.Mk 13がレーダー装備無しで引き渡された。シリアではそれらの機体は1958年まで訓練目的で使用されていた。イギリス政府は追加の武器禁輸措置を課したため、ミーティアのパイロットのほとんどはエジプトで訓練を受けなければならなかった。 

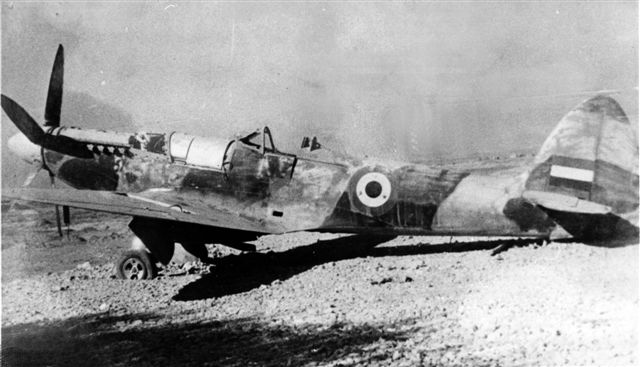
破損したシリアのスピットファイア

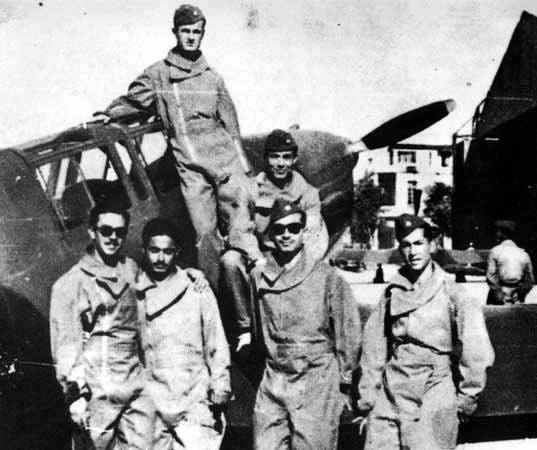
1950年代中頃、アレッポ外のシリア空軍アカデミーで仲間の士官候補生とフィアットG.46-4Bの翼に立っているハーフィズ・アル＝アサド（上）。ハーフィズ・アル＝アサドは、1955年にエジプトのビルベイスにある空軍士官学校でジェット戦闘機の転換訓練を受けており、その際の彼の指導者の一人は、後のエジプト空軍司令官で1981年にエジプト大統領に就任するホスニー・ムバラクである。

1955年、シリアはチェコスロバキアから24機のMiG-15bis戦闘機と4機のMiG-15UTI複座転換練習機を最初に注文した（「Operation 104」）。1956年初頭には24機のMiG-15が新たに注文された。これらの航空機はすべて1956年10月までにエジプトに届けられたが、1956年の第二次中東戦争の過程でイスラエル、フランス、イギリスがエジプトに侵入したとき、パイロットと地上要員はまだ訓練を受けていた。3機のMiG-15UTIがサウジアラビアとヨルダン経由でシリアに退避したが、20機のMiG-15bisと1機のMiG-15UTIは、Abu Suweir空軍基地に対するイギリスの攻撃で破壊された。20機のMiG-15bisの2番目の一団はまだ組み立てられていなかった。問題の航空機はすべてイギリスの空爆で損傷したが、その後修理され、エジプトに贈与された。1956年11月6日、シリア空軍第9飛行隊のミーティアは、シリアとイラクの偵察に関わっていたイギリス空軍のキャンベラPR.7を撃墜した。航空機はレバノンとの国境に墜落し、乗組員1人が死亡し、2人が生きたまま捕虜にされた。 
20機のレーダー搭載MiG-17PFを含む60機のMiG-17が1956年末に注文され、シリアのパイロットが訓練のためにソ連とポーランドに派遣された。最初の航空機は1957年1月に到着し、年末までに2つのMiG-17飛行隊がダマスカスのMezzeh軍事空港の基地から首都を防衛していた。年末までにソ連に12機のIl-28爆撃機の追加注文が出された。 
1958年2月、シリアとエジプトが合流してアラブ共和国が設立されたことでシリア空軍はアラブ共和国空軍（UARAF）に統合され消滅した。ほぼすべての航空機と要員、すべての訓練補助装置とほとんどの機器がエジプトに再配備され、UARAFのMiG-17Fの2つの飛行隊に置き換えらた。 たとえば、最近引き渡されたMiG-17PFとそのパイロットで、UARAFの第31「Crow-Bat」飛行隊が編成された。アラブ共和国の時代、この部隊は常にシリアの将校によって指揮されていたが、アラブ共和国は1961年のシリアのクーデター後、終焉を迎えた。エジプトによって残された約40機のMiG-17Fと4機のIl-28を含む航空機を使用して、同年後半に新しい軍事航空サービス「シリア・アラブ空軍」（SyAAF）が再建された。 
新政府のシリア・アラブ共和国は、1961年と1962年にドイツとイタリアで追加の航空機を購入を目指した。関連するすべての努力が失敗し選択の余地がなくなったシリアは、武器の調達をチェコスロバキアに頼るしかなかったが、当時のチェコスロバキアは戦闘機と迎撃機の製造を行っていなかったため、代わりにソ連からの購入を余儀なくされた。1962年6月19日にダマスカスとモスクワは、34機のMiG-21F-13迎撃機と4機のMiG-21U転換練習機の注文を含む武器の大型契約に署名した。 
1963年春から引き渡され始めたMiG-21は、ダマスカスの北東40kmにあるDmeyr空軍基地を拠点とする第３航空旅団の2つの飛行隊で運用を開始した。 一方、MiG-17は、ダマスカスのAlmezzeh空軍基地を拠点とする第7航空旅団の2つの飛行隊によって運用された。 
バアス党の権力の上昇により、1963年のシリアでのクーデター間にハーフィズ・アル＝アサド （ミーティアとMiG-17PFの元パイロット）がSyAAFの司令官に任命されたが、アサドは国内政治への関与に没頭し、SyAAFの実際の指揮を彼の副官のMohammad Assad Moukiiad准将（イギリスで訓練を受けた元ミーティアパイロット）に任せた。 
第三次中東戦争中、SyAAFは紛争の初日にイスラエル北部のターゲットへの空爆をほとんど行わなかったが、その後シリアの遠隔地の空軍基地に退避した。このようにして、エジプトとヨルダンの空軍基地に大きな損害をもたらしたイスラエルの空爆のほとんどを回避した。一方でこれは、IDFが地上でシリア陸軍を打倒するのを助け、ゴラン高原の占領につながった。この紛争の後、シリアは東ドイツから少数のMiG-17とソ連からは少数のMiG-21を引き続き取得した。 

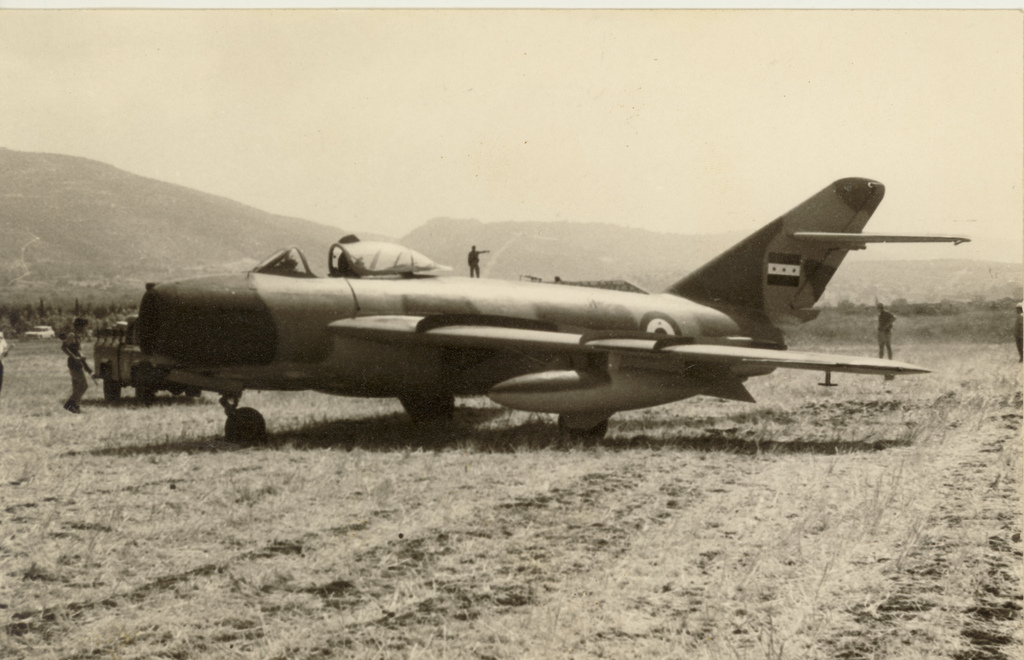
1968年8月12日にイスラエルのBetzet飛行場に誤って着陸したシリア空軍の2機のMiG-17の1つ。

1973年5月、ソ連と新しい武器取引が調印され、その結果、年末までに100機以上の追加のMiG-21M/MFが引き渡された。第四次中東戦争の序盤でシリアとエジプトの両国は戦果を挙げたが、SyAAFは空中戦で受けた甚大な損害は、ソ連に1973年10月9日からアレッポとダマスカスへの空中橋を設置するよう促した。交換機は当初MiG-17とMiG-21だけであった。1974年4月、シリアはMiG-23戦闘爆撃機の最初の2つの一団を受け取った。ダマスカスとモスクワ間の政治性の相違により、ソ連からの追加航空機の取得は1975年に停止した。 
1970年代後半、シリアでは多数の政府当局者と軍人の暗殺を特徴とする反乱が勃発した。 1978年までに、シリアのムスリム同胞団が武装蜂起に加わった。モスクワは、ハーフィズ・アル＝アサド政権の不安定化を懸念して、武器と軍事援助の提供の再開を決定した。同年4月に高度なMiG-23MFとMiG-25迎撃機、追加のMiG-23BNとSu-22戦闘爆撃機の引き渡しと最大4000人のソ連顧問の配備を含む新たな武器取引が調印された。しかし、反乱は広がり続けソ連の顧問に対する攻撃も行われた。1981年、SyAAFの司令官であるMamdouh Hamdi Abaza少将は、ムスリム同胞団によって暗殺された。1982年初頭、ハマ市での武装蜂起と連携しての実行が当初計画されていたハーフィズ・アル＝アサド大統領に対するクーデター未遂に何百人ものSyAAF士官が関与した。政府は血でハマの蜂起を鎮圧し、その後SyAAFを粛清した。 
そのため、シリア・アラブ空軍は1982年レバノン侵攻に著しく弱体化した状態で参戦し、1982年6月6日から11日にかけて行われた一連の空戦で大きな損失を被った。イスラエルは、85機のシリアMiG（MiG-21とMiG-23を含む）の破壊を主張した。ソ連及びロシアの主張によるとSyAAFが見返りに最大60機のイスラエルの航空機を撃墜すべきであったとする証拠はこれまで提供されていない。それにもかかわらず、非公式のロシアおよび少数の非公式のシリアの情報源は、この紛争でイスラエルの航空機に対するある程度の成功を主張し続けている。低空では、シリア空軍は、イスラエルの地上軍の前進に対する対装甲の役割で、 SA 341ヘリコプターを効果的に使用した。そのような交戦の1つで、Ein Zehaltaへと接近するイスラエルの戦車隊列がSAFのガゼルミサイルの攻撃によって数時間足止めされた。 
1982年のレバノン侵攻直後、ソ連はより高度な航空機の引き渡しを拒否し続けており、モスクワが意見を変え、MiG-23ML迎撃機の引き渡し許可を与えたのは1982年8月になってからであり、その後、高度なSu-22M4戦闘爆撃機も引き渡された。シリアがイスラエルとの戦略的バランスを確立するのを支援するために、1986年にシリアは24機のMiG-29と24機のSu-24を注文する許可を与えられた。これらの引き渡しは1987年に開始されたが、ソ連が1989年にシリアへの軍事援助の提供を公式に停止するまでにはまだ完了していなかった。 
スペアパーツが不足し燃料と整備用の資金も足りなかったため、SyAAFは1990年代と2000年代に飛行することは殆どなかった。2000年から2001年のSu-27、2006年から2008年の間のMiG-29SMT、MiG-31およびYak-130の購入に関する報告はすべて根拠のないことが証明されている。この期間に空軍が獲得した唯一の増強は、2008年にベラルーシから購入した28機のMiG-23MLDと5機のMiG-23UBであった。 
2012年7月、ファーンバラ航空ショーで、ロシアはシリアに危機がまだある間、ロシアがMiG-29M/M2やYak-130を含む新しい航空機を引き渡さないと発表されたが、それでもMi-25などの以前の改修および保守契約を尊重した。

## シリア内戦時の作戦
シリア内戦の初期段階では、2012年半ばまでシリア空軍は航空機とヘリコプターからの発砲を行わない二次的な役割に従事していた。 
2012年3月22日に状況は変化し、政府軍による空軍力の使用がエスカレートし、武装したMi-8およびMi-17ヘリコプターガンシップがロケットと機関銃攻撃を開始した。空戦は2012年6月中旬にさらにエスカレートし、最大250kgの標準的な航空爆弾を投下できるMi-24/ 25攻撃ヘリコプターが使用され、輸送ヘリコプターで樽爆弾や空中IEDの投下され始めた。 
2012年7月24日、固定翼機による攻撃の出撃が反体制派によって報告され、映像に記録された。当初、武装したL-39アルバトロス練習機はロケット、爆弾、銃の使用を開始したが、すぐにMiG-21およびMiG-23が攻撃に加わった。数週間後、Su-22地上攻撃機が使用され、2012年11月に反体制派を爆撃するSu-24中型爆撃機が撮影された。2012年12月、従来のスカッドミサイルおよび他の類似の弾道ミサイルが反体制派の位置に対して発射された。 
2013年10月22日、シリア空軍が過去に運用しておらず、異なる航空機に雇用されていた、新たに納入されたS-8空対地ロケットポッドの出現に関する報告に続き 、S-8を装備したMiG-29がダマスカス上空を飛行しているのを目撃され、映像に記録された。これは、おそらくタイプパイロットがこのタイプ専門の訓練に参加した後に、地上攻撃のために行動に移されたことを示唆している。その後、MiG-29は反体制派の位置にロケットと機関砲(GSh-31-1)の攻撃を行っている様子が記録された。 
内戦でのシリアMiG-25航空機の最初の報告された活動は、2014年2月8日にトルコ空軍の2機のF-16がトルコ国境に近づいているシリアMiG-25を迎撃するためにスクランブル発進したことである。2014年3月27日に、MiG-25がハマ東部の田園地帯を中高度で飛行中にはっきりと撮影され、同じ映像で地上に落とされた爆弾を運んでいた可能性がある。2014年2月まで、シリアのMiG-25はMiG-25の役割とは異なるタイプの戦争であることや、MiG-25編隊の運用を維持する上での初期の技術的困難の可能性のために目撃されることはなかった。シリア内戦でのMiG-25の使用によりシリアの既知の全種類の戦闘機と弾道ミサイルが使用されるようになったことが示された。 
2012年8月のシリア空軍による空中作戦の開始に伴い、おそらく破壊された航空機の数に関する反体制派の主張を過大評価しているオンライン出版物は、 シリア空軍は重大な技術的困難を抱えているため、Mi-25 Hind-DなどのSAAFの最良の地上攻撃機の半数未満しか利用できないと推測した。出版物は、紛争前線の数の増加と厳しい保守負担が状況を劇的に悪化させたと報告しました。 これらの問題は、さらなるエスカレーションの前に、L-39ZA（攻撃型）ジェットの使用を説明すると考えられていた。 外国人顧問や技術者の支援を受けてシリアのパイロットや技術者が運用スキルを向上させ始めたため、2013年に運用上の制限が克服された。2013年12月、Janeは2013年にシリア空軍の作戦能力が劇的に向上し、現在は1日あたり最大100回の出撃を頻繁に実施しており、その半分が戦闘出撃であると報告した。 
反体制派はトラック搭載型の中型および重機関銃、高射砲、小火器の発砲でシリア空軍に対抗し、2012年後半からはロシアと中国設計の最新式MANPADSを使い始めた。 
シリア空軍の関与が深まるにつれて、反体制派は更なる対空装備を入手し、防空施設と倉庫を占領する一方、外部のスポンサーから中国とロシアの材料の輸送を受け取った。精度の向上が達成され、シリア空軍のジェット機とヘリコプターが2012年8月以降撃墜されるようになった 。反体制派が多くの空港を包囲したため、離陸または着陸する航空機の多くが撃墜された。空軍基地の襲撃と砲撃により、地上の航空機やヘリコプターが損傷または破壊された。 
時折の損失にもかかわらず、シリア空軍は大部分が揺るぎなく効率的で反体制派によって恐れられたままであった。シリア、イラク、アフガニスタンで同様に武装した敵と戦う西側諸国の空軍と比較して、シリア空軍の主な欠点は、航空機が小火器、AAAおよびMANPADSの射程外に留まりつつ精確な爆撃を可能にする精密誘導兵器がないことであった。同じ弱点は彼らが同じ任務で臨機目標へ当てることを防いでいる。2014年、Jane's Defense and Combat Aircraft Monthlyは、一部のMiG-29と、多分一部のSu-24が精密誘導弾を発射できると報告した。 
シリアのパイロットは、飛行時間のほとんどを戦場の脅威がより強力な低〜中高度を飛行する。航空機の種類に基づいて、シリアのパイロットは無誘導弾薬に対して異なる攻撃手法を使用している。L-39の攻撃は、通常低高度から中高度の高速での爆撃で攻撃され、赤外線誘導ミサイルに対してサーマルデコイフレアを発射し、攻撃後は急角度で上昇する。後に、高速ジェットがロケットとガンダイビング攻撃を追加した。ヘリコプターは異常に高い高度で飛行しており、精度は最小限に抑えられ巻き添え被害を増やしたが、ジェット戦闘機のような高速および加速がないヘリが大半の地上の脅威の射程外になる高度で飛行することで機体の損失を減らした。Mi-24/25ガンシップもデコイのフレアを放出しているのが目撃された。 
シリア空軍は、人口密集地域で攻撃ヘリコプター及び軍用機が無誘導の武器と爆撃で反乱軍を頻繁に攻撃し、民間人とインフラに巻き添え損害を引き起こすことがよく発生する。2012年末から2014年12月まで、シリア空軍のL-39は殆ど目撃されず、L- 39の二つの空軍基地の一つは占領され、もう1つは包囲された。2014年12月、シリア内で工場のオーバーホール後に航空機が運用状態に戻る様子を映した映像が出回った。 
2015年8月の初めに、最近のシリア空軍の活動の概要で2015年7月にシリア空軍が内戦開始以降最多となる6673回の空襲を行ったと報告した。2014年10月から2015年7月までに、少なくとも2万6517回の攻撃が行われたことが報告された。これは、航空機の損失が過大評価されていた一方で、2015年春にイランから引き渡された1991年の湾岸戦争中にイランに飛来した元イラク軍のSu-22の改装機を除けばシリアは代替機に頼れなかったため機体のオーバーホールとローテーションがシリア空軍の全体的な戦闘即応性を向上させたことを示している。2015年初頭、ロシアのパイロットがシリア空軍の飛行作戦を行っていると噂された。 
2017年6月18日、米軍当局者は、米軍のF/A-18Eスーパーホーネットが、タブカ南のSDF戦闘員の近くに軍用機が爆弾を投下した後、シリアのSU-22を撃墜したことを認めた 。

## 組織
2017年現在、SyAAFは次の部隊で構成されている： 
- 第20航空師団、3つの戦闘爆撃機旅団、3つのヘリコプター旅団、1つの輸送旅団（シリア南部）
- 第22航空師団、4つの戦闘爆撃機旅団、1つのヘリコプター旅団、空軍大学（シリア中部および北西部）

これらには次の部隊が含まれる。 
- 17機の迎撃機と戦闘爆撃機隊（それぞれ1〜5機の運用航空機）
- 8機のヘリコプター飛行隊（それぞれ2〜8機の運用ヘリコプター）
- 1 VIP輸送グループ
- 1つの練習機グループ

### 空軍基地
シリアの反体制派は、シリア北西部、北部、南部のいくつかの空軍基地を占領した。これには、マルジ・アル＝スルタンおよびタフタナズ空軍基地 （2013年1月中旬）、Dhab'a空軍基地（2013年4月、同基地はアル＝クサイルとしてよく知られている）、Kshesh空軍基地（2013年10月）が含まれる。 
2014年8月24日にはイスラム国の部隊がタブカ空軍基地を占領した。 

## シンボルマーク
シリア・アラブ空軍が使用するラウンデルは、エジプト空軍が使用するものと同じ一般的なデザインを有している。これは、外側の赤い部分、中央の白い部分、内側の黒い部分の3つの同心円で構成されている。シリアのラウンデルのユニークな部分は、白い円の中に2つの緑の星が存在することであり、国旗の2つの星を反映している。フィンフラッシュも旗のイメージである。 

## 航空機
軍事関連のすべてに高い機密レベルがあるため、シリア・アラブ空軍の過去と現在は依然として殆ど不明であり、今日の空軍の本当の強さを判断するのを困難にしている。さらに、国内で進行中の内戦における反体制派勢力から受けた相当の損失は、ここでは説明されていない。以下の情報は、2012年シリア内戦以前の複数の情報源からまとめられている。 
2011年の戦略国際問題研究所によると、シリア・アラブ空軍の航空機の推定在庫は次の通り 
- 575機の固定翼機： 
  - 戦闘/偵察/OCU航空機：461
  - 訓練機：76
  - 輸送機：26
- 191回転翼機： 
  - 攻撃ヘリコプター：71
  - 武装輸送/ユーティリティヘリコプター：120

| 航空機                            | 原産国           | 種類                | バリアント | 稼働中 | 注記                                                 |        |
| 戦闘機                            | 戦闘機           | 戦闘機              | 戦闘機     | 戦闘機 | 戦闘機                                               | 戦闘機 |
| --------------------------------- | ---------------- | ------------------- | ---------- | ------ | ---------------------------------------------------- | ------ |
| MiG-21                            | ソビエト連邦     | 戦闘機              | H/J        | 51     |                                                      |        |
| MiG-23                            | ソビエト連邦     | 戦闘爆撃機          | BN/ MLD    | 87     |                                                      |        |
| MiG-25                            | ソビエト連邦     | 迎撃機              | R          | 2      | ソ連から受け取った43機は飛行状態にない確率が最も高い |        |
| MiG-29                            | ロシア           | マルチロール        | SMT        | 20     | ソ連からの48機を受領/12機注文中                      |        |
| スホーイSu-22                     | ソビエト連邦     | 戦闘機/爆撃機       | M4         | 40     |                                                      |        |
| スホーイSu-24                     | ソビエト連邦     | 戦闘機/爆撃機       | M2         | 20     |                                                      |        |
| 偵察                              |                  |                     |            |        |                                                      |        |
| パイパー PA-32 チェロキーシックス | アメリカ         | 観測                |            | 2      |                                                      |        |
| 輸送                              |                  |                     |            |        |                                                      |        |
| An-26                             | ウクライナ       | 輸送                |            | 2      |                                                      |        |
| IL-76                             | ロシア           | 大型輸送            |            | 1      |                                                      |        |
| ヘリコプター                      |                  |                     |            |        |                                                      |        |
| Mi-2                              | ロシア           | ユーティリティ      |            | 13     |                                                      |        |
| Mi-17                             | ロシア           | ユーティリティ      | Mi-8/ 17   | 51     |                                                      |        |
| Mi-14                             | ロシア           | ASW/SAR             |            | 11     |                                                      |        |
| Mi-24                             | ロシア           | 攻撃                | Mi-25      | 28     |                                                      |        |
| Ka-27                             | ロシア           | ユーティリティ      | Ka-28      | 2      |                                                      |        |
| SA 341                            | フランス         | ユーティリティ/哨戒 | SA342      | 62     |                                                      |        |
| 練習機                            |                  |                     |            |        |                                                      |        |
| エアロL-39                        | チェコスロバキア | ジェット練習        |            | 63     |                                                      |        |
| MFI-17ムシュシャク                | パキスタン       | 練習                |            | 6      |                                                      |        |
| Yak-130                           | ロシア           | 上級練習            |            |        | 36機注文中                                           |        |

### 退役
空軍が運用した以前の航空機は、 グロスター ミーティア、スーパーマリン スピットファイア 、Su-7、MiG-17、MiG-19、C-47、Ju 52、T-6、フィアットG.46、フィアットG 55、L-29、 Mi-6、Mi-4である。

## 司令官
以下の将校が空軍の司令官を務めた。 
- （1948–1948）Abdel Wahad al-Hakim大佐 [77]
- （1948–1949）Sallahaddin Hankin大佐[77]
- （1949–1955）Sayed Habbi大佐[77]
- （1955–1958）Aziz Abdelkarim准将 [78]
- （1958–1961）UARAF期間（シリアに拠点を置く2つのMiG-17Fユニットは、Muwaffaq al-Assasa准将が指揮する「UARAF東部師団」によって制御されていた） [79]
- （1961–1963）Wadiyah Mak'abri少将[79]
- （1963–1963）Nur Allah Haj Ibrahim少将 [80]
- （1963-1965）Louis Dakar少将[80]
- （1965–1970） ハーフィズ・アル・アサド准将 （実際には1965–1966のみ司令官を務めた。その後内政への関与に没頭したため、Moukiiad准将を代理に任命した）[80]。
- （1966–1970）Mohammad Assad Moukiiad准将 [81]
- （1971–1976） Naji Jamil少将 [82] [83]
- （1976–1978）Subhi Haddad [84]
- （1978–1981）Mamdouh Hamdi Abazza少将 [85]
- 不完全なリスト
- （–1994）Ali Malahafji[84]
- （1994-1999） Muhammad al-Khuli少将
- （2006–2010） Yusef ALAhmad少将
- 不完全なリスト
- （2010） Ahmad al-Ratyb少将[86]
- （2010 – 2012）Ali Mahmoud少将

## 階級
上級将校
- 大将
- 中将
- 少将
- 大佐

## 関連リンク
- 空軍情報局（英語版）